# 長崎市内テレビ中継局
この項目では、長崎県長崎市内に設置されているテレビジョン放送の中継放送所の内、空中線電力（送信出力）が100mW（0.1W）を超えるものについて記述する。
なお、出力が100mW以下の中継局については長崎市内ミニサテテレビ中継局を、同市内にあるテレビ・FM併設の東長崎中継局については当該項目を、親局（送信所）については、稲佐山を参照の事。

## 概要
長崎市内は、山地が多い地形の都合上、稲佐山親局からの電波が及びにくい地域が多いため、市内にも多くのテレビ放送中継局が設置されている。
この状況は、長崎市だけでなく県内その他の多くの地域にも当てはまる。

## 地上デジタルテレビジョン放送中継局
- （数字）chは、親局と同一のチャンネル。
- （数字）chは、2011年7月25日以降にチャンネルが下段の（ ）内のものに変更される中継局。

| リモコンキーID→ | リモコンキーID→  | リモコンキーID→ | リモコンキーID→ | リモコンキーID→                                 | 1              | 2              | 3              | 4              | 5              | 8              | 放送区域内 世帯数 | 中継局 所在地         | 開局日                    |
| 中継局名        | 中継局名 読み    | 偏波面          | 空中線電力      | ERP                                             | 物理チャンネル | 物理チャンネル | 物理チャンネル | 物理チャンネル | 物理チャンネル | 物理チャンネル | 放送区域内 世帯数 | 中継局 所在地         | 開局日                    |
| 中継局名        | 中継局名 読み    | 偏波面          | 空中線電力      | ERP                                             | NHK長崎 総合   | NHK長崎 教育   | NBC            | NIB            | NCC            | KTN            | 放送区域内 世帯数 | 中継局 所在地         | 開局日                    |
| --------------- | ---------------- | --------------- | --------------- | ----------------------------------------------- | -------------- | -------------- | -------------- | -------------- | -------------- | -------------- | ----------------- | --------------------- | ------------------------- |
| 長崎北          | ながさききた     | 水平            | 500mW           | 1.4W（NHK・KTN）、1.35W（NBC・NCC）、1.3（NIB） | 15ch           | 13ch           | 14ch           | 18ch           | 19ch           | 20ch           | 56793世帯         | 大手2丁目（間山）     | 2010年（平成22年）1月12日 |
| 長崎南          | ながさきみなみ   | 水平            | 300mW           | 1.2W（全局）                                    | 15ch           | 13ch           | 14ch           | 18ch           | 19ch           | 20ch           | 4411世帯          | 小ヶ倉町3丁目         | 2010年（平成22年）6月1日  |
| 長崎西山        | ながさきにしやま | 水平            | 300mW           | 1.45W（全局）                                   | 15ch           | 13ch           | 14ch           | 18ch           | 19ch           | 20ch           | 16724世帯         | 矢の平3丁目（風頭山） | 2010年（平成22年）1月12日 |
| 長崎滑石        | ながさきなめいし | 水平            | 300mW           | 300mW（NHK・NBC・KTN）、290mW（NCC・NIB）       | 15ch           | 13ch           | 14ch           | 18ch           | 19ch           | 20ch           | 19142世帯         | 滑石2丁目（水道山）   | 2009年（平成21年）6月8日  |
| 矢上            | やがみ           | 水平            | 300mW           | 740mW（NHK-G）、720mW（NHK-G以外）              | 24ch           | 41ch           | 23ch           | 49ch           | 45ch           | 47ch           | 14667世帯         | 東町（普賢岳）        | 2009年（平成21年）3月1日  |
| 戸町            | とまち           | 水平            | 300mW           | 410mW（NIB以外）、450mW（NIB）                  | 15ch           | 13ch           | 14ch           | 18ch           | 19ch           | 20ch           | 8270世帯          | 戸町3丁目             | 2010年（平成22年）6月14日 |
| 畝刈            | あぜかり         | 水平            | 300mW           | 750mW（全局）                                   | 47ch           | 49ch           | 30ch           | 44ch           | 36ch           | 33ch           | 4962世帯          | 多以良町（飯盛岳）    | 2009年（平成21年）4月6日  |
| 蚊焼            | かやき           | 垂直            | 300mW           | 1.05W（全局）                                   | 47ch           | 49ch           | 30ch           | 54ch （52ch）  | 36ch           | 33ch           | 3124世帯          | 蚊焼町                | 2010年（平成22年）7月12日 |

## 地上アナログテレビジョン放送中継局
- 2011年7月24日をもってすべて廃止された。
- ×は開局していない。
- （中継局名）は、デジタル放送については設置予定が無いまたは設置が発表されていない中継局。
- （+）（-）はオフセットあり。

| 中継局名 | 中継局名 読み    | 偏波面 | 空中線電力          | ERP | チャンネル   | チャンネル   | チャンネル | チャンネル | チャンネル | チャンネル | 中継局 所在地         |
| 中継局名 | 中継局名 読み    | 偏波面 | 空中線電力          | ERP | NHK長崎 総合 | NHK長崎 教育 | NBC        | KTN        | NCC        | NIB        | 中継局 所在地         |
| -------- | ---------------- | ------ | ------------------- | --- | ------------ | ------------ | ---------- | ---------- | ---------- | ---------- | --------------------- |
| 長崎北   | ながさききた     | 水平   | 映像5W 音声1.25W    | 映像14.5W 音声3.7W（NHK）、映像15.5W 音声3.9W（民放）                                                   | 53ch         | 48ch（-）    | 55ch       | 57ch       | 44ch       | 61ch       | 大手2丁目（間山）     |
| 長崎南   | ながさきみなみ   | 水平   | 映像3W 音声750mW    | 映像12.5W 音声3.1W（NHK）、映像12.5W 音声3.2W（民放）                                                   | 45ch（-）    | 47ch（-）    | 49ch（+）  | 43ch（-）  | 41ch（-）  | 39ch（-）  | 小ヶ倉町3丁目         |
| 長崎西山 | ながさきにしやま | 水平   | 映像3W 音声750mW    | 映像17W 音声4.2W（NHK）、映像22W 音声5.4W（NBC）、映像19.5W 音声4.8W（KTN）、映像16W 音声4W（NCC・NIB） | 48ch         | 50ch         | 62ch       | 60ch       | 32ch（+）  | 30ch       | 八の平3丁目（風頭山） |
| 長崎滑石 | ながさきなめいし | 水平   | 映像3W 音声750mW    | 映像2.8W 音声700mW（NHK・NBC）、映像3.1W 音声790mW（KTN・NCC）、映像2.9W 音声730mW（NIB）               | 60ch（-）    | 54ch（-）    | 58ch（-）  | 52ch（-）  | 50ch（+）  | 21ch（-）  | 滑石2丁目（水道山）   |
| 矢上     | やがみ           | 水平   | 映像3W 音声750mW    | 映像8.1W 音声2W（NHK・NBC・KTN）、映像7.4W 音声1.85W（NCC・NIB）                                        | 52ch         | 54ch（+）    | 61ch（-）  | 36ch（-）  | 26ch       | 30ch（-）  | 東町（普賢岳）        |
| 戸町     | とまち           | 水平   | 映像3W 音声750mW    | 映像3.9W 音声970mW（NHK・KTN）、映像4W 音声990mW（NBC）、映像4.5W 音声1.15W（NCC）、映像4.1W 音声1.05W  | 52ch（+）    | 54ch         | 58ch       | 56ch       | 29ch       | 21ch       | 戸町3丁目             |
| 長崎平山 | ながさきひらやま | 垂直   | 映像3W 音声750mW    | 映像8.1W 音声2W（全局）                                                                                 | 53ch（+）    | 51ch（+）    | 55ch（+）  | 57ch（+）  | 61ch       | 49ch       | 平山台1丁目           |
| 畝刈     | あぜかり         | 水平   | 映像3W 音声750mW    | 映像8.1W 音声2W（NHK）、映像8.3W 音声2.1W（民放）                                                       | 52ch（+）    | 54ch（+）    | 46ch（+）  | 43ch（+）  | 50ch（+）  | 48ch       | 多以良町（飯盛岳）    |
| 蚊焼     | かやき           | 垂直   | 映像3W 音声750mW    | 映像11.5W 音声2.9W（NIB以外）、映像16W 音声2W（NIB）                                                    | 44ch（-）    | 46ch（-）    | 52ch（-）  | 48ch（-）  | 29ch（+）  | 32ch       | 蚊焼町                |
| 外海池島 | そとめいけしま   | 水平   | 映像3W 音声750mW    | 映像310W 音声79W（全局）                                                                                | 48ch         | 61ch         | ×          | ×          | ×          | ×          | 池島町                |
| 矢の平   | やのひら         | 水平   | 映像1W 音声250mW    | 映像1.45W 音声360mW（全局）                                                                             | 45ch（+）    | 47ch（+）    | 49ch（+）  | 43ch（+）  | 41ch（+）  | 39ch（+）  | 八つ尾町              |
| 深掘     | ふかほり         | 垂直   | 映像1W 音声250mW    | 映像5.5W /音声1.35W（全局）                                                                             | 48ch（+）    | 50ch（+）    | 62ch（-）  | 60ch（+）  | 46ch（+）  | 44ch（+）  | 末石町                |
| 野母崎   | のもざき         | 水平   | 映像1W 音声250mW    | 映像5.1W 音声1.3W（NHK）、映像4.9W 音声1.2W（民放）                                                     | 42ch         | 40ch         | 54ch（+）  | 56ch       | 60ch       | 62ch       | 脇岬町                |
| 外海     | そとめ           | 水平   | 映像1W 音声250mW    | 映像2.9W 音声720mW（全局）                                                                              | 53ch         | 51ch         | 55ch       | 57ch       | ×          | ×          | 東出津町              |
| 飽の浦   | あくのうら       | 水平   | 映像500mW 音声125mW | 映像1.05W 音声270mW（NHK・KTN）、映像1.05W 音声260mW（NBC）、映像1.1W 音声270mW（NCC・NIB）             | 50ch（+）    | 48ch（+）    | 53ch（-）  | 46ch（+）  | 44ch（+）  | 22ch       | 塩浜町                |
| 赤迫     | あかさこ         | 水平   | 映像500mW 音声125mW | 映像3.4W 音声850mW（全局）                                                                              | 41ch（-）    | 39ch（-）    | 43ch       | 46ch       | 33ch       | 29ch（-）  | 赤迫2丁目             |
| 為石     | ためし           | 水平   | 映像500mW 音声125mW | 映像2.1W 音声520mW（NHK・NBC）、映像2.1W 音声530mW（KTN）                                               | 52ch         | 50ch         | 54ch（+）  | 36ch（+）  | ×          | ×          | 為石町                |
| 香焼     | こうやぎ         | 水平   | 映像500mW 音声125mW | 映像760mW 音声190mW（全局）                                                                             | 59ch（-）    | 61ch（+）    | 55ch（-）  | 57ch（-）  | ×          | ×          | 香焼町宇田ノ浦        |